# Sabancaya
Der Sabancaya ist ein 5976 m hoher, aktiver Stratovulkan in den Anden im Süden Perus und liegt etwa 100 km nordwestlich von Arequipa. Er ist der am stärksten aktive Vulkan in Peru und Teil einer 20 km langen Nord-Süd-Kette aus drei großen Stratovulkanen. Am nördlichen Ende findet sich der erloschene 6025 m hohe Nevado Hualca Hualca, am südlichen Ende der ruhende 6288 m hohe Nevado Ampato und in der Mitte der Sabancaya. Auf dem Vulkan gibt es etliche Gletscher, die eine Fläche von 3,5 km² bedecken und bis zu einer Höhe von 5400 m herabreichen.

## Vulkanische Aktivität
Der Andesit Schichtenvulkan von Sabancaya war in geschichtlicher Zeit sehr aktiv: Die frühesten Aufzeichnungen von Ausbrüchen beziehen sich auf 1695 und 1758 (nach anderen Quellen gab es 1750 und 1784 auch mögliche Eruptionen). Nach ca. 200 Jahren Ruhe detektierten Satelliten im Juli 1986 eine Steigerung seiner Wärmeemission und intensive Aktivität im Dezember des gleichen Jahres, denen mehrere eruptive Phasen in den folgenden zwei Jahren folgten, die einen Lavadom im Vulkankrater entstehen ließen.
Die schadensreichste Aktivitätsperiode begann mit den explosiven Eruptionen vom 28. Mai 1990, die sich während der folgenden 8 Jahre fortsetzten. Der eruptive Zyklus erreichte einen VEI 3 mit mehr als 25 Millionen Kubikmeter flüssiger Lava und pyroklastischen Sediments in dieser Periode. Am Aktivitätshöhepunkt 1994 produzierten Eruptionen alle zwei Stunden riesige Aschewolken.
Trotz entsprechender Veröffentlichungen wurden die Topographischen Karten seit jener eruptiven Phase nicht angepasst; es wird allgemein angenommen, dass der Kegel in jener Zeit die 6000 m Marke überschritten hat. 2000 und 2003 ereigneten sich weitere kleinere Ausbrüche. Im November und Dezember 2016 ereigneten sich mehrere Rauch- und Ascheausbrüche. Die Behörden gaben Aschealarm an die Bewohner der Umgebung aus. Auch Anfang Oktober 2023 befand sich der Vulkan in einer explosiven Phase mit durchschnittlich 39 Eruptionen täglich und stieß dabei 1300 m hohe Aschewolken aus.

## Vulkanische Risiken
Sabancaya wird als einer der riskantesten Vulkane Perus zusammen mit dem Coropuna und dem Misti angesehen. Mitte der 1990er Jahre lebten über 8000 Menschen in den Tälern an den Flanken des Vulkans. Seine potentiellen Risiken beziehen sich auf Lahar und pyroklastische Ströme in den Tälern des Majes, Colca und Siguas. Während des Ausbruchs 1988 verendete Vieh in der näheren Umgebung teils durch direktes Einatmen giftigen vulkanischen Gases oder durch Fressen kontaminierter Vegetation.